# Paul Malisch
Paul Malisch (n. 15 iunie 1881, Gorzów Wielkopolski, Imperiul German – d. 9 aprilie 1970, Berlinul Occidental, Germania sub ocupație aliată) a fost un înotător ce a reprezentat Germania, medaliat olimpic. A participat la o ediție a Jocurilor Olimpice (1912) în care a câștigat o medalie de bronz.

## Participări
Lista de mai jos prezintă principalele competiții la care a participat Paul Malisch de-a lungul carierei.
- swimming at the 1912 Summer Olympics – men's 200 metre breaststroke[*]